# 杉村太蔵
杉村 太蔵（すぎむら たいぞう、1979年〈昭和54年〉8月13日 - ）は、日本のコメンテーター、政治評論家、実業家、政治家、タレント。衆議院議員を1期務めた。北海道旭川市出身。株式会社Coco Harete代表取締役社長。

## 経歴

### 出生から学生時代まで
北海道旭川市に生まれる。父と祖父は歯科医、曾祖父は弁護士で、男3兄弟の長男である。
1989年、小学校4年生の時から親の影響でテニスを始め、北海道札幌藻岩高等学校在学時の1997年（平成9年）に、なみはや国体でテニスの少年男子ダブルスで優勝した。1年生の時に大泉洋が教育実習生として同校に来ていた。筑波大学体育専門学群にスポーツ推薦で入学し、曾祖父が弁護士であることから在学中は弁護士を目指した。体育専門の学群から法学専攻の第一学群社会学類法学主専攻へ転部を試みるも認められず、司法試験に向けて習練するも6年目で中退した。

### 出馬・政界入り
大学在学中、民主党の鳩山由紀夫事務所、およびキャバクラ（副店長を務める）でアルバイトをしていた。
筑波大学を中退後、就職活動が上手くいかず、旭川の実家に「もう帰ろうと思う」と弱音を吐いたところ、父に「帰ってくるな。働けないなら死んだほうがいい」と言われて目が覚め、「それぐらいでないと人間は生きていけないと悟った」と後に語っている。
その後、派遣社員として総理大臣官邸の隣りにある山王パークタワーでのビル清掃員の仕事に就く。トイレ掃除なども行っていたが、「自らの仕事に誇りを持ち、汚し方の酷い乱雑な使い方をされる状況にもめげずに清掃を続ける年配の同僚の姿に、職業に貴賤は無いと悟るに至った」と語っている。同僚の年配の人々と親しくなり、のちに選挙事務所を手伝ってくれた人もいた。“とてつもなくピカピカに”磨き、トイレ内で“寝れるってぐらいキレイに”掃除を徹底した。こうした清掃業務の真面目な取り組みぶりを見ていたドイツ証券のグレン・ウッドという人物が、ある時、杉村に「ヘイ！シャチョウ！」と声をかけた。最初は馬鹿にされたと思ったものの、交流がはじまり顔馴染みとなる。やがて「キミは若いし、そんなに頭も悪そうじゃない。1週間後、うち（ドイツ証券）の入社試験を是非受けなさい」と誘われ、試験を受けて契約社員として働くようになった。清掃員の同僚に報告をするといつもは集まらない面々が一堂に会して就職祝いの宴を張ってくれ、新たな門出を祝ってもらったという。ドイツ証券では株式調査部に配属され、当初はお茶汲みや資料集めなどの雑用をしていたという。
2年ほど経たある時、グレン・ウッドから「郵政民営化に成功したら株価跳ね上がるから、選挙の動向調べろ」と郵政民営化の動向を調査するように依頼をされた。調査のなかで、自由民主党が公式サイトを見た際に、候補者公募していること知り、更に一次審査の論文課題が自身が調査していた『郵政民営化と構造改革について』であったことから応募した。「上司が言ってること、機関投資家のお客さんが言ってること、大臣が言ってること、ばーっとまとめて最後に“私もそう思う”って書いて送った」、「全部人の言ってることを書いて、“私もそう思う。だから小泉さん頑張ってくれ”って書いた」という。翌日に自民党本部から『すぐ来られますか?』と電話があり、その後5度の面接を経て公募に合格した。元参議院議員で、太蔵の「教育係」を勝手に名乗っていた大仁田厚の著書『国会デスマッチ』によると、太蔵の父親は元々北海道で当時自民党幹事長だった武部勤の後援会の有力支持者であり、選挙にその父親が出るわけにはいかないため、息子の太蔵を比例名簿に登載させたことにしたという。
郵政解散を受けて行われた2005年（平成17年）9月11日の第44回衆議院議員総選挙で、自由民主党福岡県支部連合会から福岡1区出馬の推薦を取り付けたが、党本部が難色を示したため、比例南関東ブロック35位での出馬となった。この総選挙では都市部を中心に自民党が圧勝し、同ブロックの多くの候補者が次々と小選挙区で当選し、順位が繰り上がったことから当選した。当選直後、自分は「ヒラリーマン」（ヒラのサラリーマンという意味の造語）にすぎない旨を述べた。その後もインタビューで「早く料亭に行ってみたい」、「真っ先に調べたのは国会議員の給料。2500万円ですよ」、「念願のBMWが買える」等の自由奔放な発言を連発した。

### 衆議院議員として
当選直後からテレビ取材などでなされた「棚からぼた餅という言葉は僕のためにあるような言葉」、「ゆかりタンと僕とでは同じ外資系でも天と地の差ですよ」、「120%小泉チルドレンでございます」、「歩き方も分からないのでキッチリ派閥に入って勉強します、ハイ…」（その後記者から「小泉が新人議員に派閥に入るなと指示」と聞かされ）「…え、総理が派閥に入るなと!? 総理が!? 総理が仰るならその通りだと」などの発言が話題となった。国会議員としてあまりに軽率な発言が目立ったため、テレビ局の取材中に武部勤（当時の自民党幹事長）から厳重注意を受ける。後に党本部にて単独記者会見を行い、謝罪する結果となった。
選択的夫婦別姓制度導入に反対していた。

### 「新しい風」の入会と退会
議員当選直後から武部に師事し、武部が作った勉強会「新しい風」に入会。同会の『夕張再生プロジェクト』の座長に就任したりその後も参院選の北海道選挙区総決起集会などに参加している。
しかし、2007年（平成19年）の自民党総裁選で武部が「新しい風」において福田康夫を推すことで纏めたことに対し反発して、「新しい風」を脱会した。総裁選挙では麻生太郎に投票した。

### 公認候補争い
第45回衆議院議員総選挙では北海道1区（札幌市中央区・南区・西区）からの小選挙区立候補を表明した。既に自民党の公認申請をしており、公認はまだ決定していなかったが、「いくら若くても、私は現職です。現職には現職の強みがあります。大臣に会おうと思えば会えるんです」「公認するかしないかは党の判断ですが、選挙に出るか出ないかは私の判断です。私は誰が何と言おうと北海道1区から出馬します」と宣言した。
候補者選考委員会は、杉村とYOSAKOIソーラン祭りの創始者である長谷川岳の両名に因る演説で、党員の意向を調整しようとしていたが、杉村はそれを無視。2007年（平成19年）12月30日、選考委員会が長谷川を公認することを2008年（平成20年）1月8日の役員会で正式決定して、党本部に長谷川の公認申請を行なった。その後も無所属での出馬を模索していたが、最終的に出馬を断念して、2009年（平成21年）6月4日の自民党本部で行われた記者会見でその旨発表した。会見では「いずれ一回り二回りも大きくなって、この場に挑戦したい。捲土重来を期したい」ともコメントし、機会があれば国政復帰に挑戦したいとの意向を表明した。
2009年（平成21年）7月21日の衆議院解散に伴い、1期で衆議院議員の任期を終えた。

### その後
2010年（平成22年）6月3日にたちあがれ日本が次の参議院選挙の比例代表候補に杉村を擁立すると発表して、同日、杉村は自民党に離党届を提出した。その2010年7月11日の第22回参議院議員通常選挙で、たちあがれ日本はいわゆる比例区で政党として1議席分の票しか得られず、杉村は党の候補者9人中6位の31,146票だったため落選した。落選後は、テレビの出演依頼を受けCMやTVバラエティ番組などに出演するようになり、「薄口政治評論家」として、女性国会議員たちのパンチラなどについて解説するようになった。
芸能人親族生活保護受給騒動では問題提起を行った片山さつき参議院議員に対して、「国会議員として基本的人権の感覚はあるのか? 何故個人攻撃をするのか」「目立ちたかっただけ。河本の実名を出せば自分が有名になれるから」等の批判を行った。これに対して片山は「問題を追及し、法律を変えていくのが私たちの仕事ですから」と理解を求めた。
2011年（平成23年）、たちあがれ日本を離党した。
2016年（平成28年）、慶應義塾大学大学院メディアデザイン研究科後期博士課程に合格し、4月から大学院生となった。2020年（令和2年）3月、単位取得満期退学。
自ら会社を設立し社長として経営に携わりながらタレント・政治評論家・コメンテーターとしてメディア出演も頻繁に行っている。
2022年（令和4年）、自らが社長を務める「株式会社CocoHarete」がプロデュース・運営する飲食店街として、北海道旭川市の買物公園沿いに、「旭川 Harete」をオープンさせた。この会社には、清掃員だった杉村をドイツ証券に誘ったグレン・ウッドも関わっており、こうして杉村が清掃員だった頃にグレンが冗談で呼んでいた「ヘイ!シャチョウ!」が現実となった。2024年1月には、山口県下関市唐戸の唐戸商店街に2号店をオープンしている。
2024年（令和6年）6月、旭川の買物公園を運営する「旭川平和通商店街振興組合」の理事長に就任した。

## 人物
自身も所属していた小泉チルドレンによる83会について、「最近はまるで学級会のようになってきました」、「あんなの意味あるんですかね」、「おじさん、おばさんの井戸端会議状態」等と発言している。
学生時代の交際相手の女性との中絶トラブルについて、週刊ポストに報道された。
2007年（平成19年）3月7日の自身のブログで赤ちゃんポストについて、「ここで政治家として国民の生命を守る責務を負った立場から一言申し上げると、どのようなご時世であろうとも、常識ではおよそ考えつかないような、とんでもなく無責任な親は、たとえ数は少なくても絶対数存在する、となると、『産んだはいいけど、育てられない』よって、例えば赤ちゃんをロッカーに入れてしまうだとか、捨ててしまうだとか、そうした胸が張り裂けそうになるような事件が起きているのも事実です。生まれてくる赤ちゃんには何の罪もないのに」と述べている。
2007年（平成19年）7月12日の自身のブログにて、赤城徳彦農林水産大臣の「政治とカネ」の問題について、「はっきり申し上げて、いい加減にしていただきたいですね。うんざりで御座います」などと批判した上、領収書を公開すべきだと主張した。
2006年（平成18年）頃に公設第2秘書の公募をしてフリーター・ニートの若者を採用すると見られたが、結局公募に因る採用はしなかった。詳細や本人の会見等は開かれていないが、2008年（平成20年）8月28日に公設秘書の一人が自殺を図り、同年9月11日に死亡した。
2009年（平成21年）の衆院選出馬断念のあと、一旦、地元の旭川に戻り、その後政治を学び直すために北米など世界各国を渡り歩き、雇用政策等に関する書籍約150冊を読むなど猛勉強したという。
2011年（平成23年）の東日本大震災の発生をうけ、サンデージャポンの番組企画において何度か被災地入りしている。
2020年（令和2年）6月9日に都内で行われた小泉純一郎政権時代の自民党幹事長経験者らによる定例の「同窓会」に飛び入り参加した。小泉からは「いいか、今大事なことはお金じゃない。お金より大事なことがある。信頼だ」という言葉をもらったことを明かしている。
同年7月29日放送分の『徹子の部屋』に出演した際は、妻に伝えた人生設計を明かした。議員を失職する頃「俺が国会議員だから結婚したんだろ?」と妻に強く当たってしまったが、妻は「そんなわけないでしょ。大体ね、あなたが2回も3回も当選するとは思ってないわよ」と否定し、「ただ、パパだったら食いっぱぐれることはないんじゃないかと。だから結婚したのよ」と妻の言葉を振り返った。また、妻には「テレビの仕事は不安定だが心配するなと。俺たちは250年生きられるぐらい貯めたと。かなり厳しい生活ランクかもしれませんけど、最低限250年生きれるようにはしたぞ」と伝えたことを明かしていた。

## 主張

### ニート対策
女性セブン誌上の人生相談において、無職の息子を持つ主婦の相談に「ぐうたらに生きているのなら甘やかしてはいけません。兵糧攻めするぐらいの勢いで、まず食事は作らないこと。さらに厳しく“働かないなら家を出て行ってくれ”ということ。それぐらいしないと気づかないこともありますよ。」などと回答した。また、著書『バカでも資産1億円 「儲け」をつかむ技術』に関する取材の中でも、ニートの中でも単なる怠け者に該当する部類の当事者について「いちばん悪いのは彼らの親です。食べるもの、寝る場所があれば、働かなくても済んでしまうわけです。これは家庭で取り組むべき問題です。親は一切の援助をやめて、子供を社会に放り出すべきです」と述べた。

### 新型コロナウイルスについて
2020年4月26日放送のTBS系「サンデージャポン」で、杉村がコロナウイルス感染による死亡者数300人台は「日本は圧倒的に勝っている」と主張した際、同席した元経産官僚で慶応大学大学院での杉村の指導教員でもあった岸博幸は、「杉村君の大学院指導教官としてもう1回、大学院で勉強し直させます」と言明し、その理由としては「日本は支援策があるのは事実だけれど、つくるのが遅い。日本はアメリカより感染が早く始まったのに、補正予算は成立していない。アメリカは計300兆円ぐらい財政出動しているが、日本は規模も小さい。隣の芝生が青く見えて当然という気がします」とコロナ禍以降の政府対応に注視していることを述べていて、元師弟間で応酬する形になったとメディアで報じられた。
2020年4月27日放送の日本テレビ系『情報ライブ ミヤネ屋』で、MCの宮根誠司に「それじゃ“サンジャポ”で岸さんに怒られるはずだよ！」と一喝される。その理由は日本ではPCR検査による陽性率が下がる傾向にあることに関して一切、杉村太蔵は理解していなかったためであった。

## 不祥事

### ネグレクト疑惑
衆議院議員在職中の2005年に群馬県出身の女性（実業家の娘で当時OL）と結婚。子供が3人いる。『SPA!』2007年7月3日号で、自身が担当するコラムにて、新米親としての育児体験談の中に生後2か月の長女を議員宿舎に残して夫妻で1時間程の外食に出た際に、長女が脱水症状を起こしていたことを語った。『女性セブン』は2007年7月19日号でこれを取り上げ、ネグレクトであることを指摘し、脱水症状でショック状態を引き起こせば冗談事では済まされないことになったとも指摘している。杉村は長女の容態について「3ヶ月検診の結果、異常はみられなかった」と自身のブログで釈明している。

## 出演

### テレビ
報道・情報・ワイドショー番組
| 期間                               | 期間                               | 番組名                                                        | 役職                           |
| ---------------------------------- | ---------------------------------- | ------------------------------------------------------------- | ------------------------------ |
| 2011年1月                          | 現在                               | 情報ライブ ミヤネ屋（読売テレビ）                             | 不定期でのコメンテーター       |
| 2011年1月                          | 現在                               | サンデージャポン（TBS→TBSテレビ）                             | 準レギュラーでのコメンテーター |
| 2011年4月20日 および 2013年4月23日 | 2011年9月14日 および 2021年9月14日 | 幸せ!ボンビーガール（日本テレビ）                             | パネリスト出演                 |
| 2011年10月                         | 2021年3月                          | 爆報! THE フライデー（TBS→TBSテレビ）                         | 常連出演でのレポーター         |
| 2014年4月                          | 2024年9月                          | バラいろダンディ（TOKYO MX）                                  | 不定期でのコメンテーター       |
| 2018年10月                         | 現在                               | ワイド!スクランブル→大下容子ワイド!スクランブル（テレビ朝日） | 水曜日コメンテーター           |
| 2019年4月                          | 現在                               | けいナビ ～応援!どさんこ経済～（テレビ北海道）                | MC                             |

バラエティ番組・その他
- Jリーグ2011 〜Jリーグ ディビジョン1 第13節 浦和レッズ×アルビレックス新潟〜（2011年5月28日、TBS）- 副音声
- Golden Hour（TOKYO MX）水曜日
- ナニコレ珍百景（テレビ朝日）「珍百景党」党首として
- run for money 逃走中（フジテレビ、2011年3月6日、10月9日、12月20日、2015年11月29日）
- スター☆ドラフト会議（日本テレビ、2011年4月12日 - 2013年3月5日） - イジリ隊
- battle for money 戦闘中（フジテレビ）（2012年3月30日、5月19日、2013年6月30日）
- ググって○○聞いてみた!?〜ニュースの裏（BS12）
- やっちまった企画室（BS12）
- NMBとまなぶくん（関西テレビ、2014年3月28日・2015年1月16日・6月26日・11月6日・2016年4月29日）
- しくじり先生 俺みたいになるな!! （テレビ朝日、2015年1月8日）「失言でしくじってしまった先生」として
- 情熱料亭 すぎ村（TOKYO MX）

### テレビドラマ
- ナサケの女〜国税局査察官〜 最終話（2010年12月9日、テレビ朝日） - 中山知道 役
- 黒の女教師 第5話（2012年8月17日、TBS） - 永井浩 役

### アニメ
- バックステージ・アイドル・ストーリー 第1・2話（2012年10月5日、スペースシャワーTV） - たいぞうさん 役

### ラジオ
- TBSラジオおトクな春を迎えよう!新生活応援キャンペーン（2014年3月10日 - 3月16日、TBSラジオ） - TBSラジオ新生活応援大使
- 杉村太蔵のPick up News（毎週月曜日更新中）Himalaya

### CM
- ソフトバンクモバイル ホワイト学割 with 家族 2011「ガッツ先生編」（2011年）
- 札幌ら～めん共和国 同共和国の国王という設定（2014年 - 2015年）
- オークローンマーケティング Shop Japan スレンダートーン（2015年 - 2016年）
- BOAT RACE振興会「ダイナマイトボートレース」（2016年）[49]

### 雑誌
- 『SPA!』（2007年2月6日号）にて、かつて司法試験受験生であったと述べたものの、民法と刑法の違いを問われしどろもどろになった。受験歴などについては一切触れていない。また、衆議院選挙に初当選直後、司法試験の受験指導を受けていた伊藤塾に赴き、当選を機にもう一度憲法を勉強し直したいと言って憲法の教材を購入した。

## 著書
- バカでも資産1億円 「儲け」をつかむ技術（小学館、2014年）